# Régulation de la transcription
La régulation de la transcription est la phase du contrôle de l'expression des gènes agissant au niveau de la transcription de l'ADN. Cette régulation modifiera la quantité d'ARN produit. Cette régulation est principalement effectuée par la modulation du taux de transcription par l'intervention de facteurs de transcription qui se classent en deux catégories : les éléments cis-regulateurs géniques, en coopération avec les facteurs transprotéiques.
Il existe également des mécanismes de régulation de la terminaison de la transcription. Ils aboutissent à la terminaison précoce de la transcription, en amont des gènes. On parle de mécanisme d'atténuation transcriptionnelle ou d'atténuation.

## Mécanisme de la régulation transcriptionnelle
La régulation de la transcription s'effectue majoritairement lors de l'initiation de la transcription (bien qu'elle soit possible lors de l'élongation, la terminaison...).
Ce sont des activateurs transcriptionnels qui facilitent la formation du complexe de pré-initiation sur le promoteur, tandis que des répresseurs transcriptionnels inhibent ce phénomène.

### Fonctionnement des activateurs et détection des séquences régulatrices
Ces activateurs sont des protéines (des régulateurs transcriptionnels) nommés FT. Ils sont dits "cis-activateurs" car ils interviennent dans la régulation de la transcription à l'intérieur du même brin d'ADN, et ils se fixent sur des séquences régulatrices présentes dans l'ADN, à deux endroits distincts :
- en amont direct avec le promoteur minimum, c'est-à-dire sur une séquence proximale de régulation ;
- à distance du promoteur minimum, c'est-à-dire sur une séquence distale de régulation.

Pour rappel, le promoteur minimum (comme la TATA box) est la séquence d'ADN sur laquelle se fixe l'ARN polymérase II pour débuter la transcription. Dans le cas de la TATA box (présente en permanence chez l'eucaryote), c'est la protéine TBP présente sur le facteur général de la transcription TFIID, qui débute la formation du complexe de pré-initiation par la reconnaissance de la séquence promotrice.
Chaque régulateur transcriptionnel reconnaît une séquence qui lui est propre. C'est pour cette raison que chaque gène détient sa propre suite de séquences de régulation, pour permettre le recrutement d'un enchaînement particulier de protéines de régulation.

### Fixation des régulateurs à l'ADN
Les régulateurs transcriptionnels se fixent à la double hélice d'ADN de manière latérale, sans dénaturation de l'ADN. La protéine se liera à une base azotée par l'intermédiaire d'un acide aminé, qui créera des interactions (le plus souvent des liaisons hydrogène) avec les atomes libres (non liés) de cette base.

### Ajouts des co-facteurs
Une fois nue l'activateur transcriptionnel est lié à la séquence régulatrice qui lui est propre, il aura un effet sur l'ARN polymérase II par le recrutement de co-facteurs, qui sont des complexes qui appuient l'activation de la transcription. Ce recrutement s'effectuera par des interactions entre protéines (entre l'activateur transcriptionnel et le co-facteur).

### Conclusion de la régulation transcriptionnelle
Ainsi, le complexe de régulation transcriptionnelle est fonctionnel. Il permettra la modification de la structure de la chromatine pour faciliter la venue du complexe de pré-initiation, composé de l'ARN polymérase et des facteurs généraux de la transcription (TFIIB, TFIID, TFIIH…).
Finalement, la régulation de la transcription permet à la fois un recrutement facilité du complexe de pré-initiation sur le site promoteur, la modification de l'expression des gènes codants l'expression des activateurs et répresseurs, ainsi que l'activation des facteurs de transcription, par des signaux extra-cellulaires comme certaines hormones.